# Basquetebol de praia nos Jogos Asiáticos de Praia de 2008
As competições de basquetebol de praia nos Jogos Asiáticos de Praia de 2008 ocorreram entre 24 e 26 de outubro. Dois torneios foram disputados.

## Calendário
| Outubro              | 18 | 19 | 20 | 21 | 22 | 23 | 24 | 25 | 26 | Finais |
| -------------------- | -- | -- | -- | -- | -- | -- | -- | -- | -- | ------ |
| Basquetebol de praia |    |    |    |    |    |    |    |    | 2  | 2      |

## Quadro de medalhas
| Ordem | País      | Medalha de ouro | Medalha de prata | Medalha de bronze |   |
| ----- | --------- | --------------- | ---------------- | ----------------- | - |
| 1     | Índia     | 1               |                  | 1                 | 2 |
| 2     | Japão     | 1               |                  |                   | 1 |
| 3     | Filipinas |                 | 1                |                   | 1 |
| 4     | Tailândia |                 | 1                |                   | 1 |
| 5     | Malásia   |                 |                  | 1                 | 1 |
| TOTAL | TOTAL     | 2               | 2                | 2                 | 6 |

## Medalhistas
| Evento               | Ouro      | Prata         | Bronze      |
| Masculino (detalhes) | IND Índia | PHI Filipinas | MAS Malásia |
| Feminino (detalhes)  | JPN Japão | THA Tailândia | IND Índia   |

## Resultados

### Masculino

#### Primeira fase
| Grupo A | Grupo A   |
| ------- | --------- |
| 1       | Índia     |
| 2       | Malásia   |
| 3       | Singapura |
| 4       | Indonésia |

| Grupo B | Grupo B   |
| ------- | --------- |
| 1       | Filipinas |
| 2       | Kuwait    |
| 3       | Tailândia |
| 4       | Japão     |

#### Segunda fase
| Jogo                | Jogo      | Jogo  | Jogo      |
| ------------------- | --------- | ----- | --------- |
| Decisão do 7º lugar | Indonésia | 18-16 | Japão     |
| Decisão do 5º lugar | Singapura | 8-17  | Tailândia |
| Decisão do 3º lugar | Malásia   | 33-22 | Kuwait    |
| Final               | Índia     | 23-17 | Filipinas |

### Feminino

#### Primeira fase
| Grupo único | Grupo único |
| ----------- | ----------- |
| 1           | Japão       |
| 2           | Tailândia   |
| 3           | Malásia     |
| 4           | Índia       |
| 5           | Indonésia   |

#### Segunda fase
| Jogo                | Jogo    | Jogo  | Jogo      |
| ------------------- | ------- | ----- | --------- |
| Decisão do 3º lugar | Malásia | 25-34 | Índia     |
| Final               | Japão   | 33-27 | Tailândia |